# Fritz Preissler
Fritz Preissler (auch Preißler; * 21. Juni 1908 in Hanichen bei Reichenberg, Böhmen; † 5. Juni 1948 in Straubing) war ein deutschböhmischer Rennrodler.
Der für die Rodelgilde „Jeschken“ Reichenberg, später für den TV „Friesen“ Hannichen und international für die Tschechoslowakei startende Fritz Preissler war einer der erfolgreichsten Rennrodelsportler in der Frühzeit der organisierten Ausübung der Sportart. 1928, 1929 und noch einmal 1939 wurde Preissler Europameister. 1929 holte er zusammen mit dem ersten Europameister von 1914, Rudolf Kauschka, auch die Silbermedaille im Doppelsitzer im österreichischen Semmering. Deutscher Meister war Preissler 1930, 1935 und 1940.
| Personendaten    | Personendaten                |
| ---------------- | ---------------------------- |
| NAME             | Preissler, Fritz             |
| KURZBESCHREIBUNG | tschechisch-deutscher Rodler |
| GEBURTSDATUM     | 21. Juni 1908                |
| GEBURTSORT       | Hanichen b. Reichenberg      |
| STERBEDATUM      | 5. Juni 1948                 |
| STERBEORT        | Straubing                    |